# 아촐리족
아촐리족(Acholi)은 남수단의 매그위현과 우간다 북부주의 아가고구, 아무루구, 굴루구, 키트굼구, 은워야구, 람워구, 파데르구, 오모로구에서 발견되는 나일족 민족이다. 2014년 우간다 인구조사에서 약 210만 명의 아촐리족 집계되었고, 2000년 남수단에 45,000명이 더 살고 있었다.

## 언어
이들이 사용하는 아촐리 방언은 루오어의 한 방언으로 분류되며 나일어족 서부 나일어군에 속한다. 다른 루오어족 언어들인 알루르어, 파드홀라어, 그리고 남수단 실루크어, 아누악어, 파리어, 발란다어, 부어, 튀리어와 유사하다. 그리고 케냐와 탄자니아에는 가까운 관계의 루오족(정확히는 졸루오족(Joluo))이 있다.

## 역사
오늘날 아촐리족의 명목상의 조상들은 기원후 1,000년경 남수단의 바르알가잘 지방으로 알려진 지역에서 우간다 북부주로 이주했다. 17세기 후반부터 우간다 북부주의 루오족 사이에 새로운 사회정치 질서가 형성되었으며, 주로 르보디가 이끄는 추장국들이 형성되었다. 족장들은 전통적으로 한 씨족 출신이었고, 각 족장들은 서로 다른 부계 씨족으로 구성된 여러 마을을 가지고 있었다. 19세기 중반까지 약 60개의 작은 추장국이 아촐리란드 동부에 존재했다. 19세기 후반, 북쪽에서 온 아랍어 무역상들은 그들을 '아촐리'로 변형시킨 '슐리'라고 부르기 시작했다.
그들의 전통적인 공동체는 높은 꼭대기의 지붕이 있는 원형 오두막으로 구성된 작은 마을이었고, 진흙 수면 플랫폼, 곡물 항아리, 그리고 움푹 들어간 벽난로가 있었다. 여성들은 벽을 진흙으로 칠했고, 빨간색, 흰색, 회색으로 기하학적인 또는 전통적인 디자인으로 장식했다. 그 남자들은 그물과 창을 사용하는 숙련된 사냥꾼들이었다. 그들은 또한 염소, 양, 소를 길렀다. 여성들은 기장, 심심, 땅콩, 완두콩, 수수, 채소 등 다양한 농작물을 재배하고 가공하는 등 농업에 공을 들였다. 전쟁에서, 그 남자들은 창과 기린이나 소가죽의 길고 좁은 방패를 사용했다.
우간다의 식민지 기간 동안 영국은 남부, 특히 간다인에서 정치적, 경제적 발전을 장려했다. 이와는 대조적으로 아촐리족과 다른 북부 민족들은 국가 육체 노동의 대부분을 공급했고, 군대의 대부분을 구성하게 되었고, 일부는 "군사 민족 정치"라고 부르는 것을 만들었다.
영국 식민지군인 킹스 아프리카 라이플(KAR)에 합류한 많은 아촐리족 병사들은 제2차 세계 대전 동안 동남아시아, 특히 싱가포르와 버마의 최전선에 배치되었고, 그곳에서 그들은 일본의 강력한 공세에 맞서 영국 진지를 지켰다. 아촐리족의 병사들 중 티토 오켈로, 피에리노 오코야, 바질리오 올라라오켈로 등이 눈에 띄었다.
1950년대 이후, 변화하는 경제로 인해, 군대에 징집된 아촐리족은 적었지만, 대중 신화와 고정관념에서 아촐리족과 계속 연관되었다.
2000년대에 제임스 오젠트 라티고는 우간다의 사회적 문제들 중 일부를 정치 엘리트들이 나라를 분열시키기 위해 민족을 이용하는 방식에 근거한다고 묘사했다. 그는 민족 간 차별에 대한 강조가 심지어 정부 내부 대화의 일부라고 언급했다. 그는 "우간다 분쟁의 구조적 원인 중 일부는 '사회-경제적 발전과 정치 조직의 다른 수준에 있었던 민족 집단의 다양성'에 뿌리를 두고 있다"고 썼다(우간다 의회 국방 및 1997년 내무 위원회).
그는 더 많은 글을 썼다.
"1962년 독립 이후, 우간다는 인종적으로 주도되고 정치적으로 조작된 폭력에 시달려 왔습니다. 일부 사람들은 '복수와 불신의 주기'라고 부릅니다. 민족 간 뿌리 깊은 분열과 양극화는 여전히 남아 있고, 독립 이후 국가의 리더십이 발전한 방식에 의해 크게 악화되었습니다."

## 대중문화에서
2012년 미국 자선단체 인사이트 칠드런이 LRA에 대한 다큐멘터리를 제작했다. 이 다큐멘터리는 이 상황에 익숙한 많은 사람들이 이 다큐멘터리를 천박하고 돈을 모으는 계획이라고 부르는 등 엇갈린 반응을 보였다. 그러나, 그것은 서부 지역에서 LRA를 성공적으로 대중화시켰다.
2016년, 여러 상을 수상한 영화, "찬란한 집단 학살"이 제작되었다. 오스트레일리아의 감독 에보니 버틀러, 사이먼 하드위지, 우간다의 작가 프레이 오넨이 촬영했다. 이 다큐멘터리는 LRA 전쟁의 비공식적인 담론에 초점을 맞췄고, LRA 전쟁에서 우간다 정부의 역할에 대해 대체로 비판적이었다.